# Escada
Escada is een gemeente in de Braziliaanse deelstaat Pernambuco. De gemeente telt 62.604 inwoners (schatting 2009).
De plaats ligt aan de rivier Ipojuca.

## Aangrenzende gemeenten
De gemeente grenst aan Cabo de Santo Agostinho, Vitória de Santo Antão, Ribeirão, Sirinhaém en Primavera.

## Verkeer en vervoer
De plaats ligt aan de noord-zuidlopende weg BR-101 tussen Touros en São José do Norte. Daarnaast ligt ze aan de wegen PE-045 en PE-051.